# Revisor

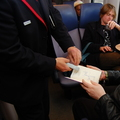
Revisor trabajando.

Un  revisor  es un agente de una empresa de transporte público a cargo de verificar la validez de los títulos de transporte, en algunos casos su venta y poner las sanciones correspondientes en el caso de pasajeros sin billete.
Hasta hace un tiempo había un revisor en cada tren, actualmente hay una tendencia (en los trenes de Cercanías) a cerrar las estaciones y los revisores van en parejas y realizan controles aleatorios, los trenes de largo recorrido siguen como antes.

## Otras funciones
También puede ser responsable algunas de las características de seguridad (ver puertas que se cierran, la observación de las señales de seguridad ...) y otras funciones, que se mencionan a continuación:
El revisor tiene a su cargo: la seguridad (parada de emergencia, barreras de protección, etc ..) y el confort (aire acondicionado, iluminación, asientos) de los viajeros a bordo de su tren, vigilar la subida y bajada de viajeros en las estaciones, también debe avisar a los agentes de seguridad (en caso de asalto, robo)
Antiguamente había el cargo de  jefe de tren  responsable del tren y sus viajeros, así como también de su carga (paquetería, maletas, etc ..), que también era responsable de controlar los títulos de transporte de pasajeros para asegurar la igualdad perfecta entre ellos. Finalmente, en caso de fallo del conductor, se encargaba de ayudar a detener el tren, protegerlo vis-a-vis de las señales de tráfico.